# Ceutorhynchus atomus
Ceutorhynchus atomus är en skalbaggsart som beskrevs av Karl Henrik Boheman 1845. Ceutorhynchus atomus ingår i släktet Ceutorhynchus, och familjen vivlar. Arten är reproducerande i Sverige.